# Das Schweißtuch der Veronika

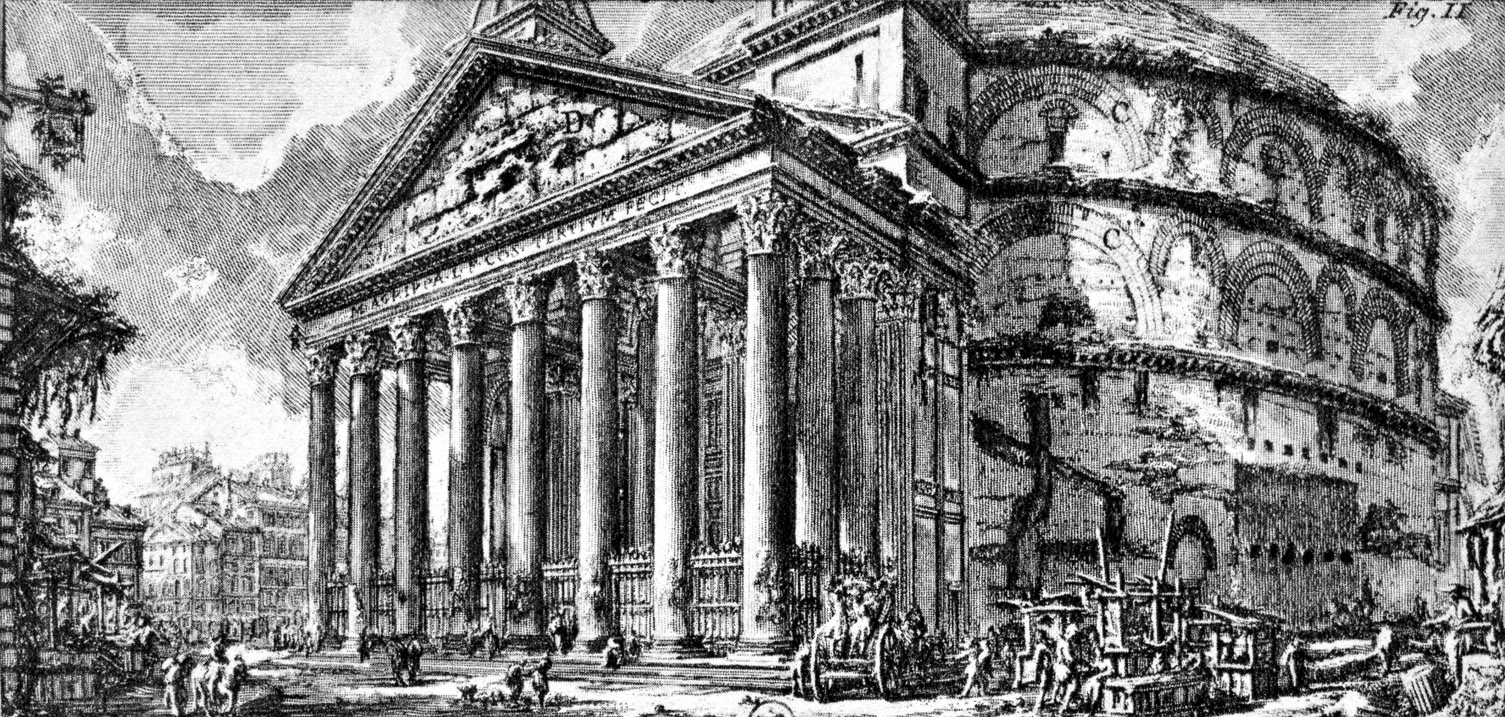
Giovanni Battista Piranesi:
Das Pantheon in Rom

Das Schweißtuch der Veronika ist der erste Band eines zweibändigen Romans von Gertrud von le Fort, der 1928 bei Kösel & Pustet in München veröffentlicht wurde. Nach Erscheinen des zweiten Teils, „Der Kranz der Engel“, im Jahr 1946 wurde der erste Teil mit „Der römische Brunnen“ untertitelt.
Die Halbwaise Veronika stammt aus Heidelberg. Zwar ist das 15-jährige Mädchen nicht getauft, doch es hat protestantische Wurzeln. In Rom wird Veronika aus eigenem Antrieb katholische Christin.

## Zeit und Ort
Der Roman handelt kurz vor dem Ersten Weltkrieg in Rom. Veronika lebt bei ihren deutschen Verwandten in einem Palast, der ehemals zu dem Dominikanerkloster neben der Kirche Santa Maria sopra Minerva gehörte. Veronikas Großmutter schaut von ihrem Lehnstuhl im obersten Stockwerk auf das nahe gelegene Pantheon.

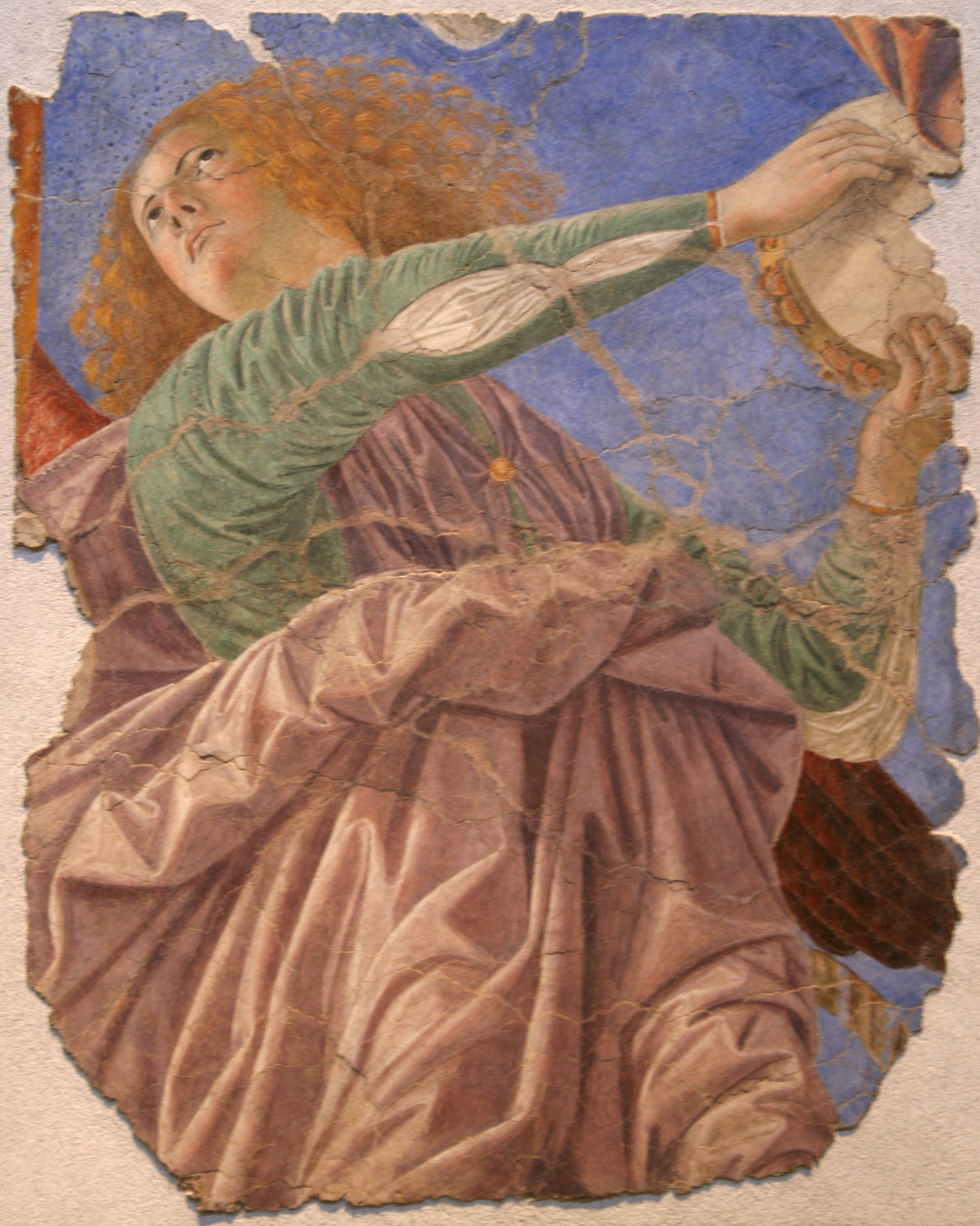
Melozzo da Forlì:
Petersdom – Der Engel mit dem Tamburin

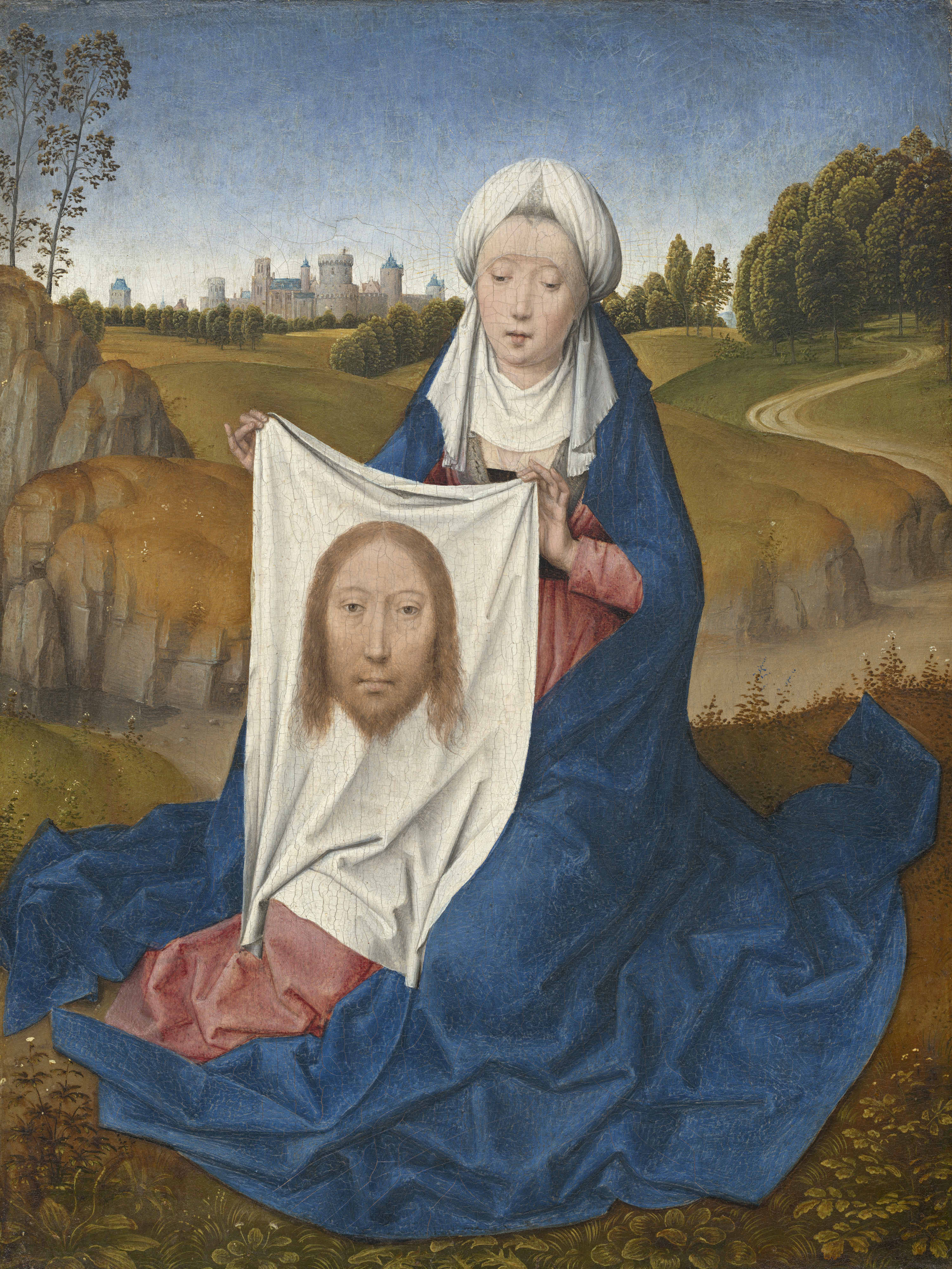
Hans Memling:
Schweißtuch der Veronika

## Titel
Die Autorin spielt auf die Legende von der Hl. Veronika an, wenn sie Veronikas katholischen Lehrer Pater Angelo schließlich sagen lässt: „Tragen Sie das Antlitz [Jesu Christi], das in Ihrer Seele brennt, hinaus in die Welt.“ Überdies hat Veronika ein Gesicht. Im Traum sieht sie ihre fromme Tante Edelgart als Jubelengel mit dem Tamburin. Veronika wird „Spiegelchen“ genannt, denn schon als Kind besaß sie eine seherische Gabe. Gewisse undurchsichtige Erscheinungen vermochte das Mädchen auf seinem Inneren abzuspiegeln.
Am Gründonnerstag besucht Veronika den Petersdom. Darin kauert sie zur Trauermette neben der Statue der Hl. Veronika, während das Schweißtuch der Heiligen gezeigt wird. Obwohl Veronikas Vater als Naturforscher den Namen der Tochter zuallererst mit dem Ehrenpreis assoziiert, beharrt die heidnische Großmutter auf der Verbindung des Namens mit der oben genannten christlichen Legende. Enzio, der Freund Veronikas, sagt spöttisch, Veronika sei zu Recht nach der „Schutzpatronin der Eindrucksfähigen“ benannt.
Zum Untertitel: Durch das offene Fenster ihres Zimmers hört Veronika vom Hof des Palastes her die Stimme eines kleinen Brunnenstrahls.

## Form
Die Ich-Erzählerin Veronika erinnert sich: „So weiß ich noch“ und erzählt rückblickend; schreibt über „damals“. Einige der Nebenumstände habe sie erst später begriffen.

## Inhalt
Die Verwandten in Rom sind Veronikas Großmutter mütterlicherseits und die 38-jährige Tante Edelgart. Veronikas Mutter Gina ist verstorben. Der Vater, ein Heidelberger Gelehrter, hat sich auf eine Forschungsexpedition in den tropischen Regenwald begeben. Zuvor hatte er Veronika der Obhut seiner ehemaligen Verlobten Edelgart anvertraut. Der Forscher hatte sich von jedweder Religion abgewandt. Edelgarts Religiosität war es letztendlich auch gewesen, die zur Auflösung des Verlöbnisses geführt hatte. Nach einem Wunsch der sterbenden Gina soll Veronika von Tante Edelgart erzogen werden. Der Vater gab dem widerstrebend nach. Eine Einschränkung hatte er allerdings gemacht: Veronika sollte in Rom „außerhalb der religiösen Welt“ ihrer Tante Edelgart aufwachsen. Dem wird entsprochen. Veronika hält sich an ihre geliebte Großmutter. Die verwitwete würdige Dame lebt seit vielen Jahren in der deutschen Kolonie in Rom. In ihrer Jugendzeit hatte sie noch Gregorovius persönlich gekannt. Sie führt die Enkelin durch „die Galerien, Gärten und Ruinen Roms“. Die Großmutter lehrt Veronika eine Kunstauffassung, in der die Ehrfurcht vor den Kulturgütern in der Ewigen Stadt dominiert.
Zu den beiden von Statue zu Statue pilgernden Kunstliebhaberinnen gesellt sich ein junger deutscher Dichter. Er wird wegen seines Blondschopfs König Enzio gerufen. Der zirka 20-jährige Enzio quartiert sich mit seiner Mutter, der „Frau Wolke“, im Palast ein. Enzios Mutter hat ihren Spitznamen, weil sie ihre „Fassade“ über Gebühr pudert. Die Großmutter liebt Enzio mütterlich, ist er doch der Sohn ihres ehemaligen Geliebten. Letzterer war zu Lebzeiten Frau Wolkes Ehemann. Seinerzeit hatte die römisch-deutsche Gesellschaft jahrelang über die Frage gerätselt, ob Enzio der Sohn der Großmutter sei. Die Liebe und Gerüchte erfüllen Frau Wolke allmählich mit Zorn. Das Gewitter entlädt sich am Romanende. Veronika, in ihrer „späten Kindlichkeit“ und ihrer „frühen Reife“ ist hin- und hergerissen. Soll sie nun auf den schönen Enzio eifersüchtig sein oder aber die stolze, heitere Großmutter gewähren lassen? Enzio beruhigt das „Kind“. Großmutter habe ihn in erster Linie wegen seines Vaters lieb. Veronika und Enzio werden Freunde. Daraus wird schüchterne Liebe. Enzio, schroff und eigensinnig, mitunter von „schwerer Rombedrängnis überfallen“, dennoch an seinen „Römischen Oden“ dichtend, ist dem Christentum abgeneigt. Veronika will Enzios Frau werden, das erhofft auch die Großmutter. Dem selbstbewussten  Dichter sind seine Oden jedoch weit wichtiger als die Liebe einer Frau.
Der stillen, zurückhaltenden Tante Edelgart gibt die Erzählerin den Namen Edel. Die Großmutter meint, mit dem Streben ihrer protestantischen Tochter zum Katholizismus sei es nicht weit her. Die Französin Jeanette, Veronikas ehemalige Bonne und einzige Katholikin in dem kleinen Hauswesen, widerspricht leise: Jene Frömmigkeit habe aber „eine Sehnsucht“. Edel betet für Veronika. Als das Mädchen erkrankt, wird es von der Tante gepflegt. Edel weist den Krankenbesuch Enzios ab. In einem Zornesausbruch verwahrt sich Veronika gegen die Gebete der Tante. Lieber wolle sie dem Unglauben der Großmutter und Enzios anhängen, als Christin zu werden. Edel reagiert: Falls Veronikas Vater im Regenwald etwas zustoße, wolle sie nicht der Vormund des Mädchens sein. Indessen steuert die Tante – von Jeanette behutsam unterstützt – auf ihre Konversion zu. Die Großmutter wünscht der Tochter zwar Erfolg, hegt jedoch Zweifel. Auf ihrem Weg zur Katholikin wird Edel von Veronika bewundert. Während der oben genannten Trauermette im Petersdom sieht Veronika zum ersten Mal ihren eigenen Weg zur Katholikin. Enzio steht an ihrer Seite. Ihm ist Veronikas Knien vor Jesus Christus in der Kirche unerträglich. Der Poet, der sich darauf in der Einsamkeit der Pontinischen Sümpfe Inspiration erhofft, erkrankt an Malaria. Frau Wolke pflegt Enzio geduldig-resolut gesund und reist sodann mit ihrem folgsamen Sohn nach Deutschland.
Als der Tag für Edel gekommen ist, an dem sie das Sakrament der Beichte und der Eucharistie empfangen soll, fällt sie vom Glauben ab. Die „Unzulängliche und Eigenwillige“ bricht zusammen. Veronika, immer noch fünfzehn Jahre alt, ist durch die Erfahrung der Liebe kein Kind mehr. Sie nimmt Edels Stelle als Katechumene bei dem Dominikanerpater Angelo ein. Die Großmutter stirbt. Zuvor verabschiedet sich die Nichtchristin an der Seite Veronikas fast „von jedem Stein der Ewigen Stadt“. Edel, die Tochter, betet nicht am Bett der Toten. Veronikas Vater erliegt im Dschungel einer Krankheit, nachdem er seinen besten Freund, ebenfalls einen deutschen Gelehrten, als Vormund für die Tochter bestimmt hat. Edel, nun krank, böse und zornig, spottet über Veronikas Gebet, toleriert aber die Besuche der Nichte bei Pater Angelo, obwohl sie die Sakramente hasst. Veronika nimmt unbeirrt weiter Religionsstunden, lässt sich taufen und empfängt die erste Kommunion. Edel legt ihre Lebensbeichte ab und stirbt drei Wochen später.

## Selbstzeugnis
- Die Autorin Gertrud von le Fort hat sich gegen die Interpretation ihres Werkes als Text mit autobiographischen Zügen ausgesprochen: „Es handelt sich bei den Gestalten meiner Dichtung nicht um Porträts, sondern um Typen.“[18]

## Rezeption
- Paul Claudel: „Diese Dichtung wird bleiben!“[19]
- 1948 lagen Übersetzungen ins Englische, Französische, Holländische, Italienische, Polnische, Tschechische und Ungarische vor.[20]
- Historisch betrachtet handelt die Protagonistin in einer Umbruchzeit.[21]
- Leiß und Stadler[22] heben die religiöse Komponente im Werk der Autorin hervor. Christen setzten sich darin mit modernen Heiden auseinander.[23]
- In diesem Bildungsroman[24] beschreibt Veronika ihren Weg zu Gott. Im Grunde erzählt das junge Mädchen von seiner Liebe zu Enzio.[25]